# Рибейру Фернандеш, Рикарду
Рикарду Рибейру Фернандеш (порт. Ricardo Ribeiro Fernandes; род. 21 апреля 1978, Морейра-де-Конегуш) — португальский футболист, игравший на позиции полузащитника. Победитель лиги чемпионов УЕФА 2004.

## Биография
В начале 2000-х годах считался в Португалии перспективным футболистом, однако в грандах, «Спортинге» и «Порту», проявить себя не сумел. В составе «Порту», где был дублёром Деку, выиграл чемпионат Португалии и Лигу чемпионов УЕФА. В 2005 году перешёл в кипрский АПОЭЛ, в его составе становился чемпионом Кипра в 2007 году.
В феврале 2008 за 220 тыс. евро перешёл в донецкий «Металлург». В июне 2009 года по семейным обстоятельствам покинул Донецк и вернулся на Кипр, где подписал контракт с «Анортосисом». В январе 2011 года вернулся в донецкий «Металлург». 8 декабря 2011 года Рикарду Фернандеш, в связи с завершением контракта, попрощался с болельщиками и руководством и покинул донецкий клуб по обоюдному согласию обеих сторон..